# Edmond de Palézieux
Edmond Henri Théodore de Palézieux, bijgenaamd Falconnet (Vevey, 20 juli 1850 - Équihen-Plage, 11 juni 1924) was een Zwitsers kunstschilder. Hij staat vooral bekend om zijn maritieme kunstwerken.

## Biografie
Als jonge schilder was Edmond de Palézieux een student van Barthélemy Menn, die hem aanmoedigde te schilderen en plein air. Later trok hij naar Parijs, waar hij studeerde met onder andere Jean-Paul Laurens en Fernand Cormon. Na een kort bezoek aan Düsseldorf keerde hij terug naar Zwitserland. Het Meer van Genève werd een grote inspiratiebron voor zijn werken. Tijdens de jaren 1880 keerde hij meerdere malen terug naar Parijs, waar hij Eugène Burnand, Charles Giron en Evert van Muyden leerde kennen. Hij stelde er ook meermaals werken tentoon op het Salon des artistes français, waar hij in het algemeen goede kritieken kreeg. Bij het uitbreken van de Eerste Wereldoorlog trok hij terug naar Zwitserland en naar het zuiden van Frankrijk, om zich na de oorlog in 1919 te vestigen in Équihen-Plage, in het noorden van Frankrijk. Hij overleed er in 1924.

## Onderscheidingen
- Frankrijk: Ridder in het Legioen van Eer (1910)

## Galerij

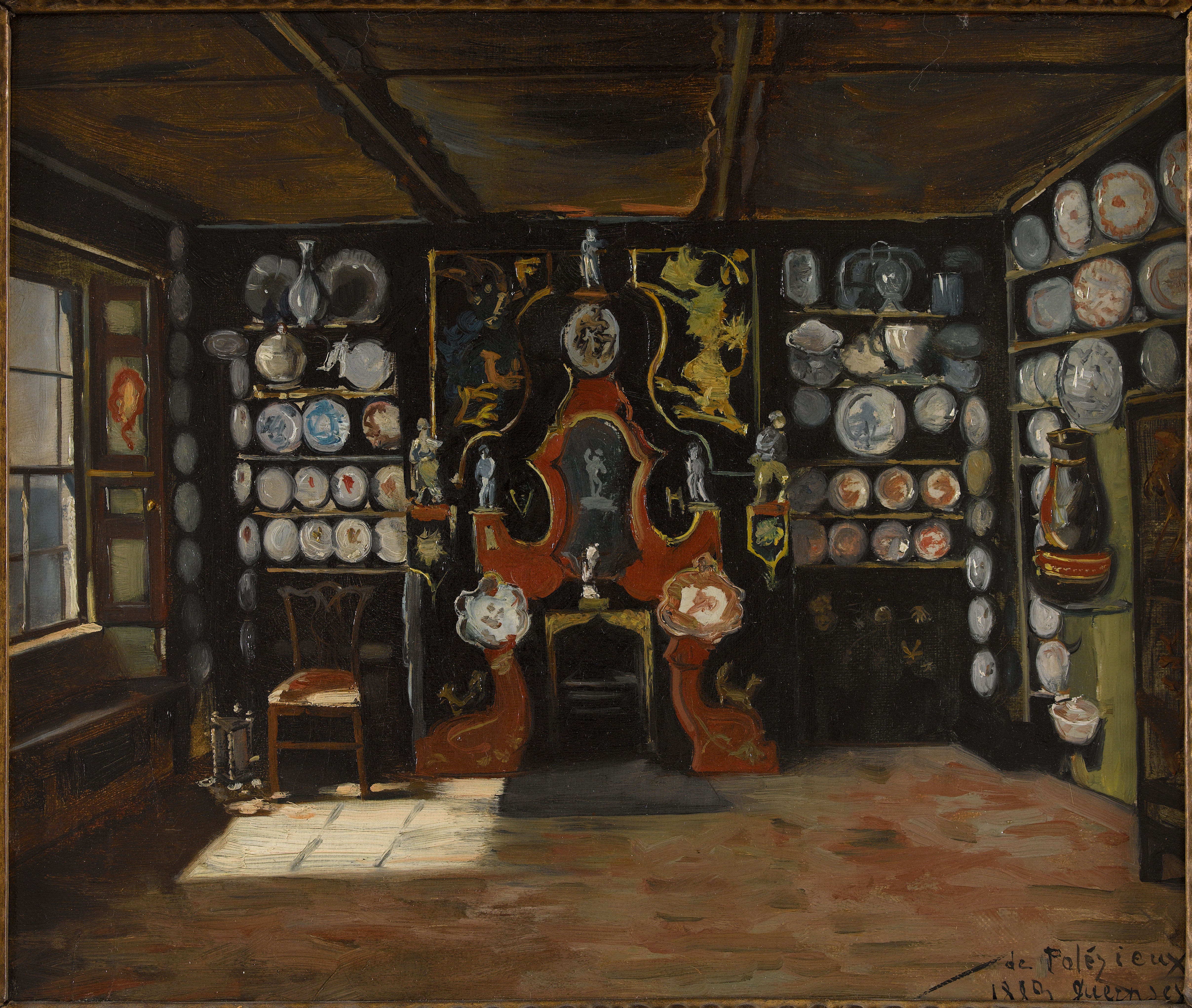
Salle à manger de Hauteville II, maison de Juliette Drouet à Guernesey, 1883.
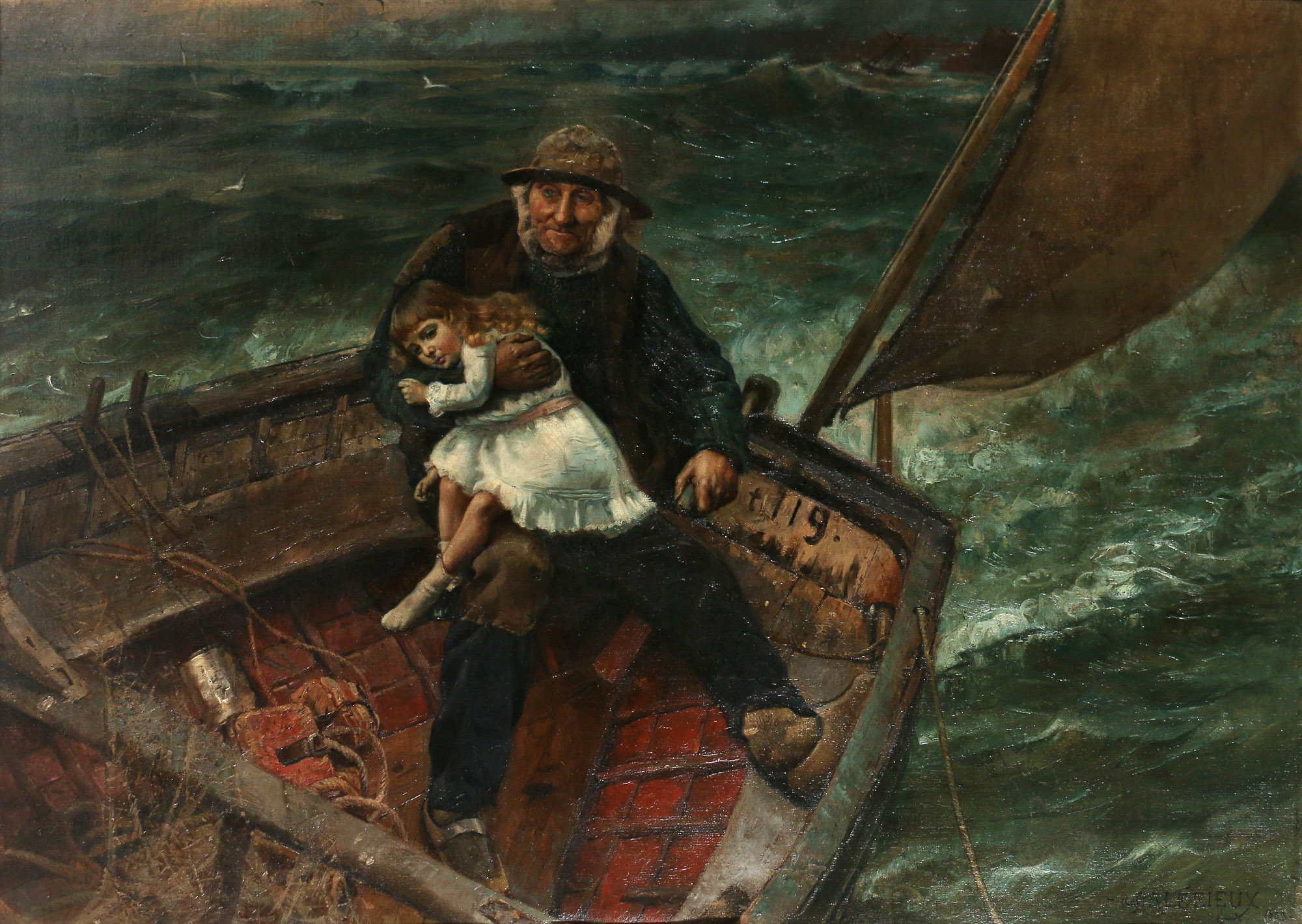
1885
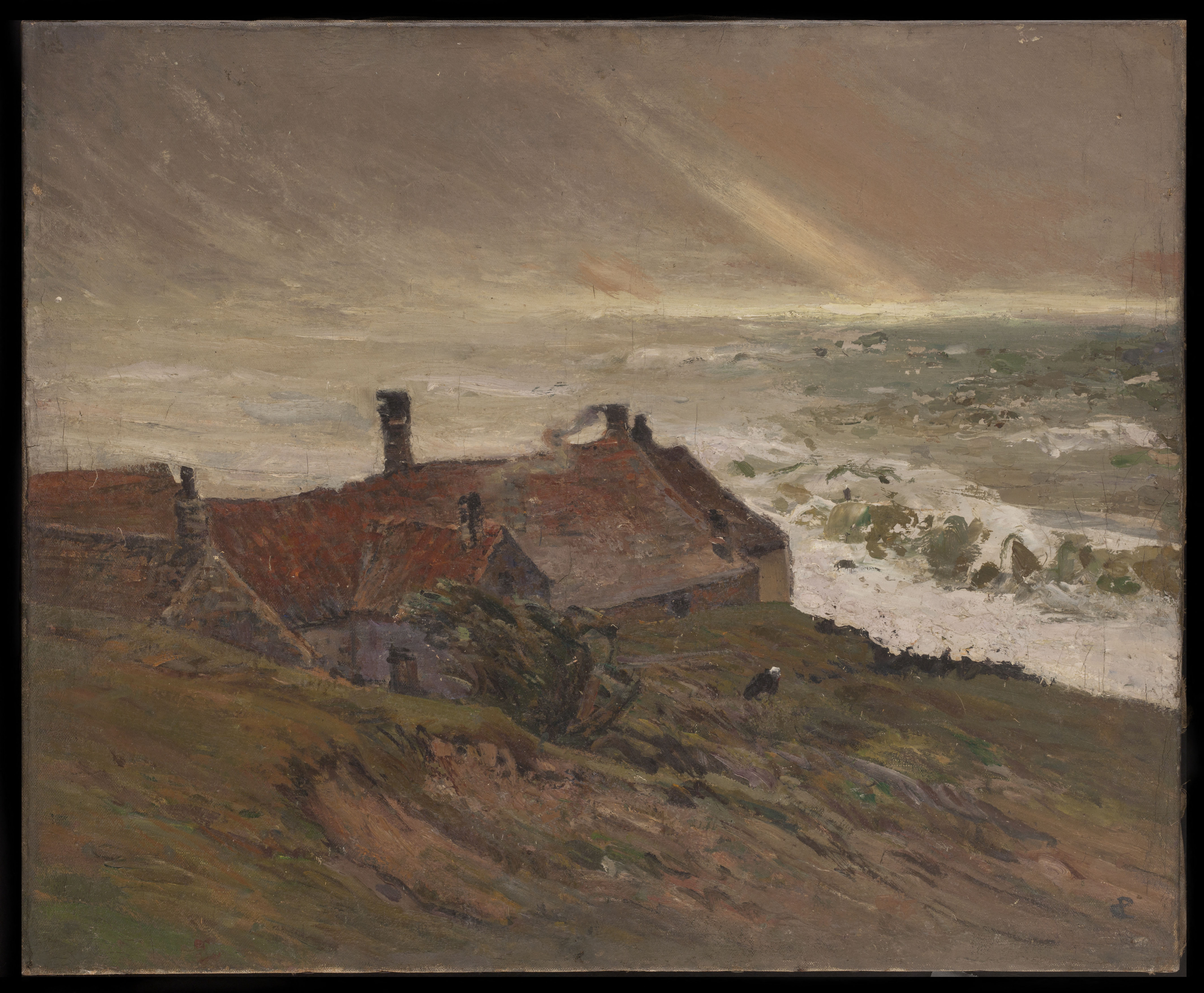
Après un naufrage, ca. 1905.
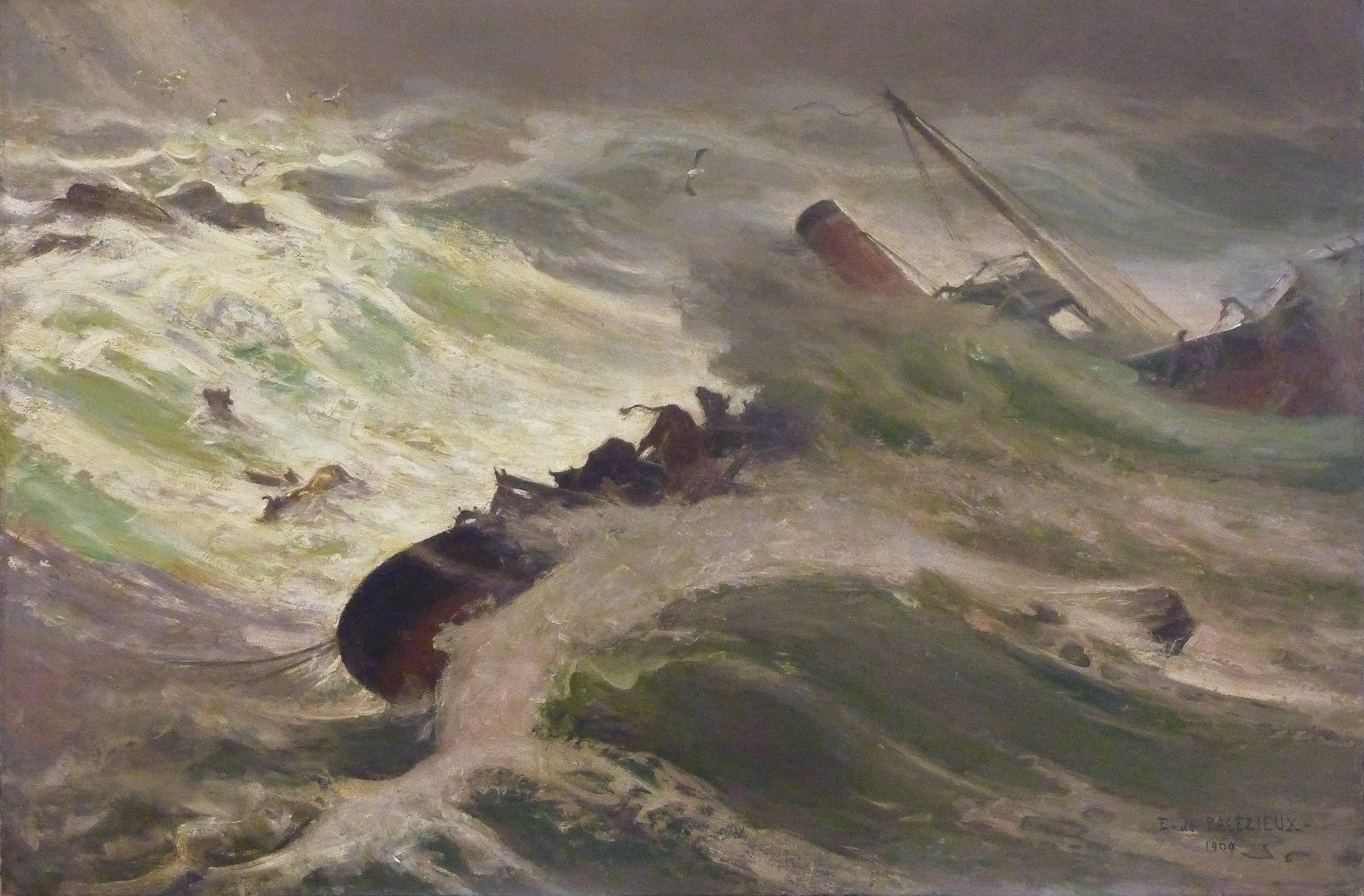
Perdus, 1909.
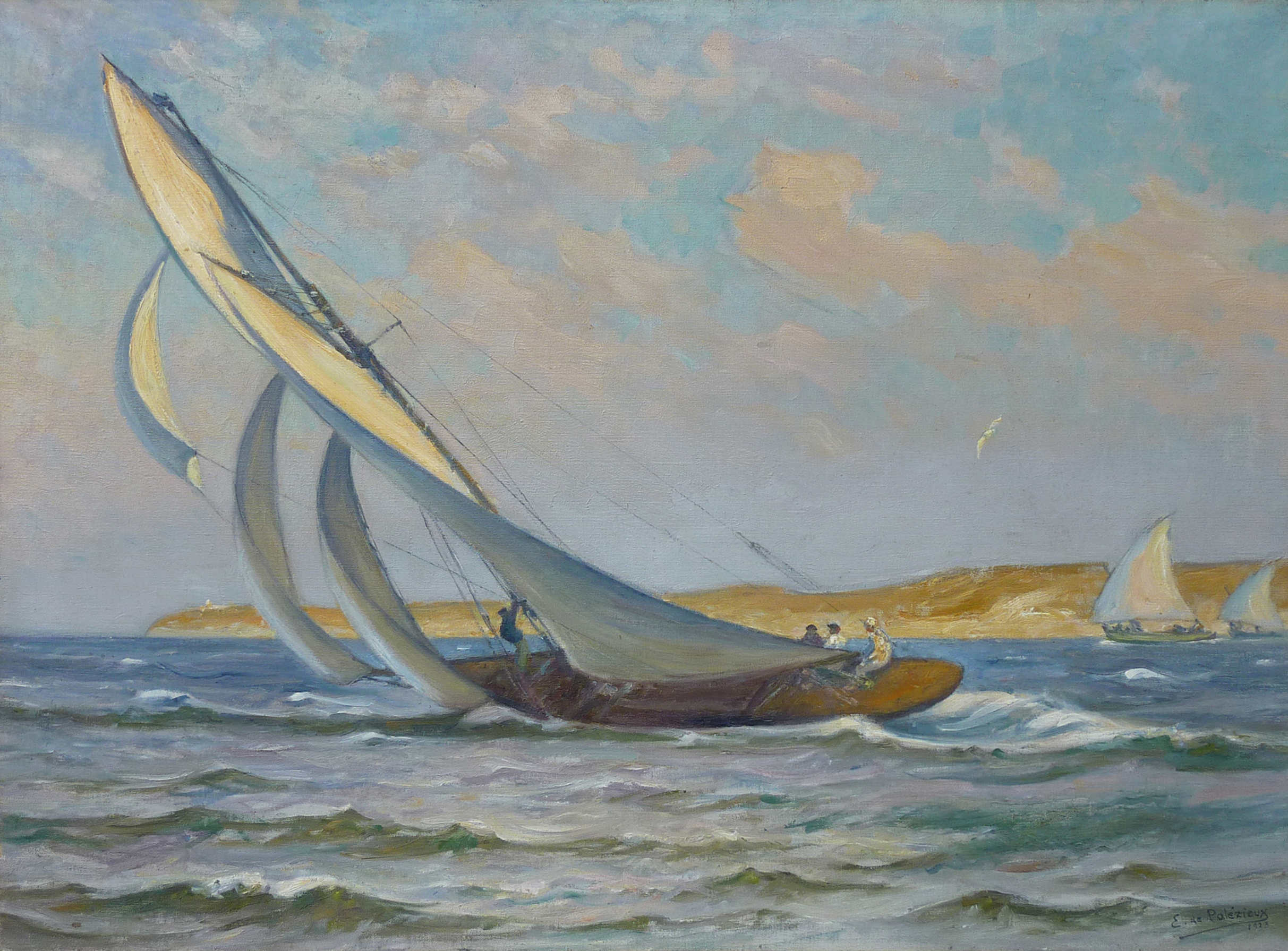
Voilier au large de St-Jean-de-Luz, 1913.
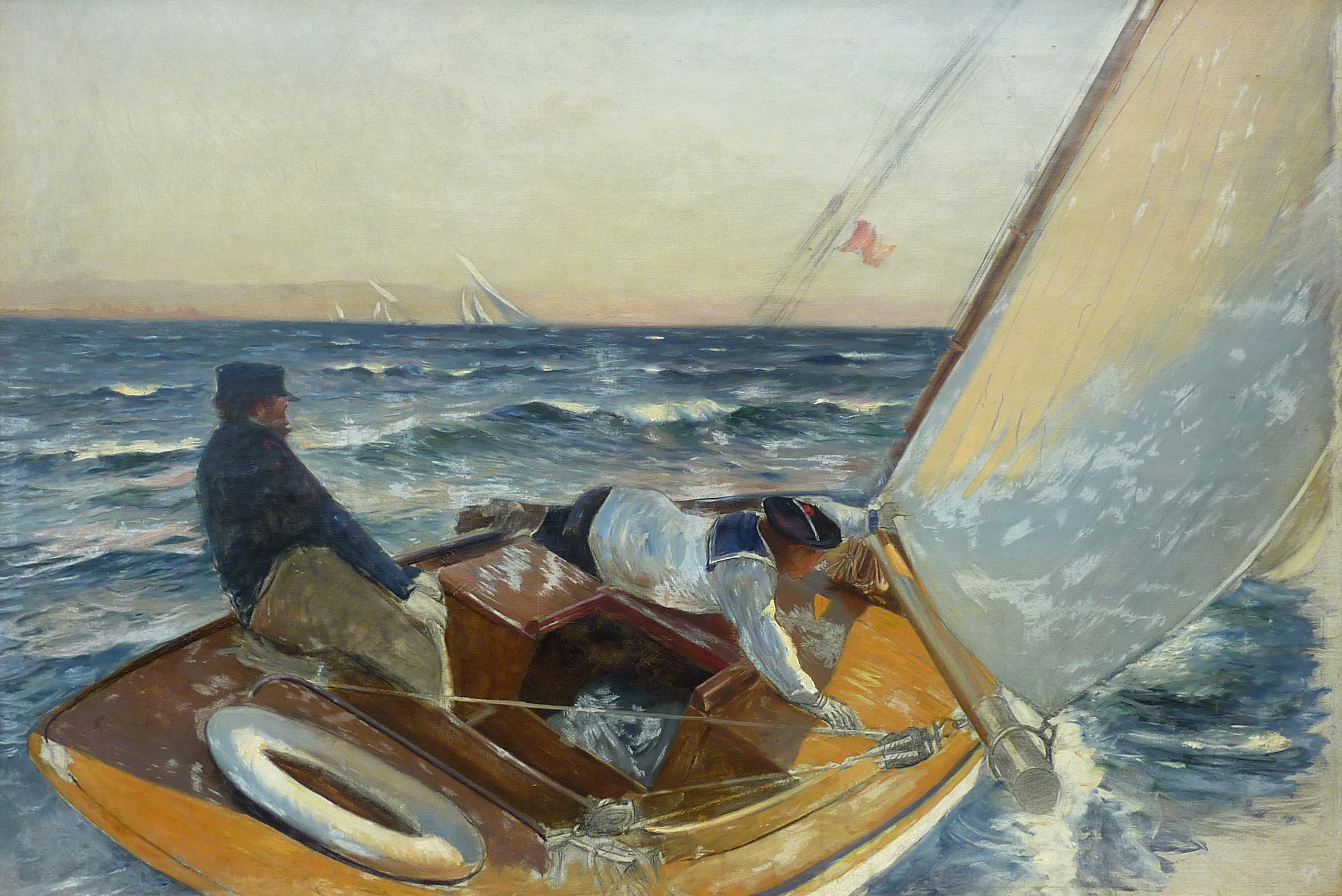
Studie voor Souvenir de régates, 1923.

- Gemeinsame Normdatei: 102648071X
- RKD-Nederlands Instituut voor Kunstgeschiedenis: 126343
- SIKART: 4026228
- Virtual International Authority File: 263538768
- WorldCat: E39PBJB8vMPHYwHTJfkTHgtxjC